# ارنست ابونگوئه
ارنست ابونگوئه (انگلیسی: Ernest Ebongué؛ زادهٔ ۱۵ مهٔ ۱۹۶۲) بازیکن فوتبال اهل کامرون بود.
از باشگاه‌هایی که در آن بازی کرده‌است می‌توان به باشگاه فوتبال وارزیم، باشگاه فوتبال ویتوریا گیماریش، و باشگاه ورزشی آوش اشاره کرد.
وی همچنین در تیم ملی فوتبال کامرون بازی کرده‌است.